# Zéolithe
Ne pas confondre avec la zéolithe de Suède, un synonyme de Spodumène

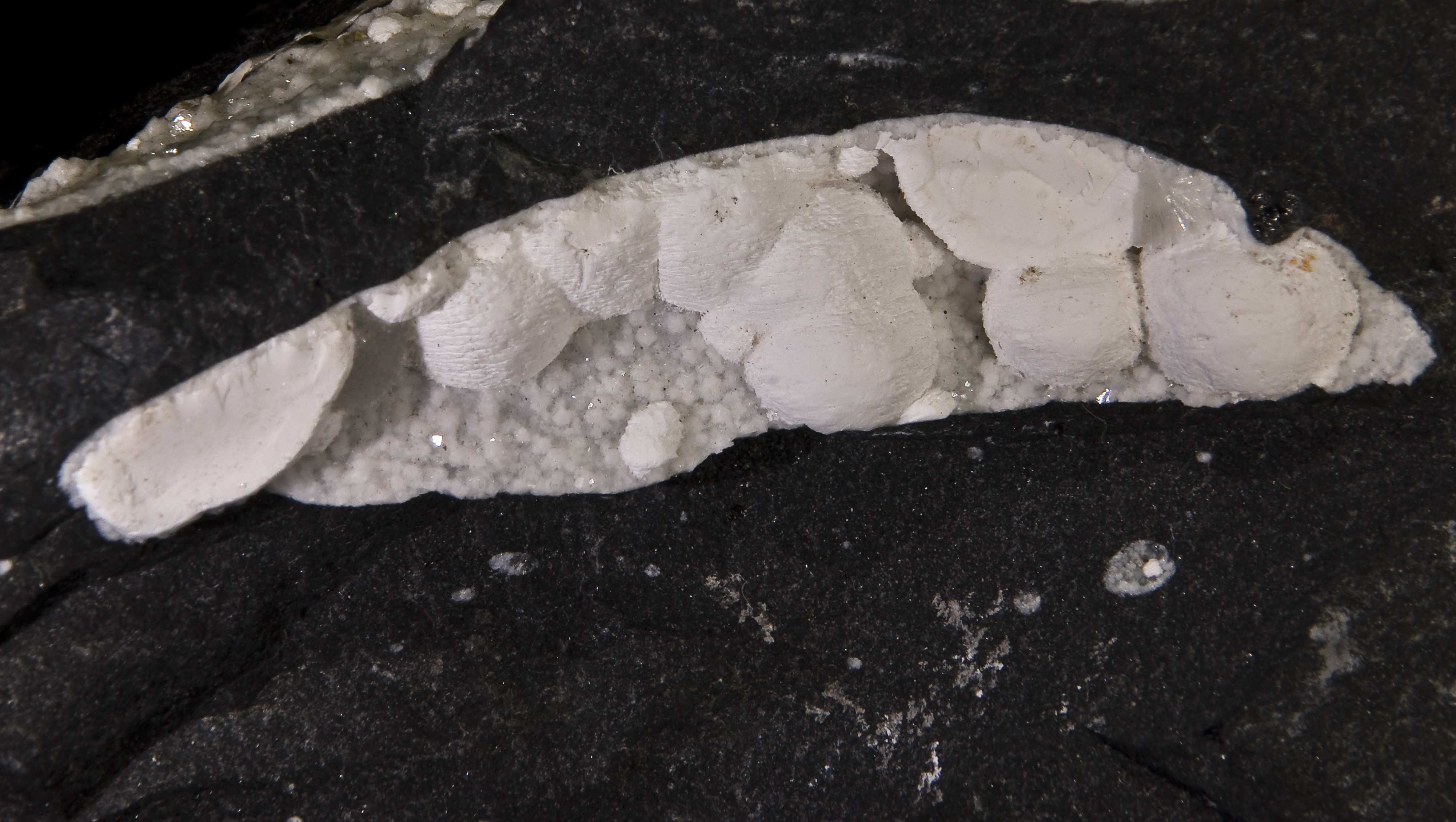
Zéolithe : gonnardite.

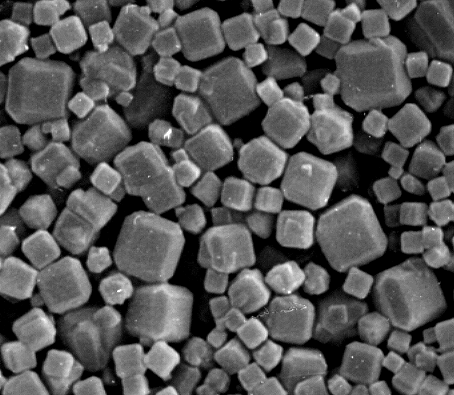
Cristaux de zéolithe, vus au microscope électronique.

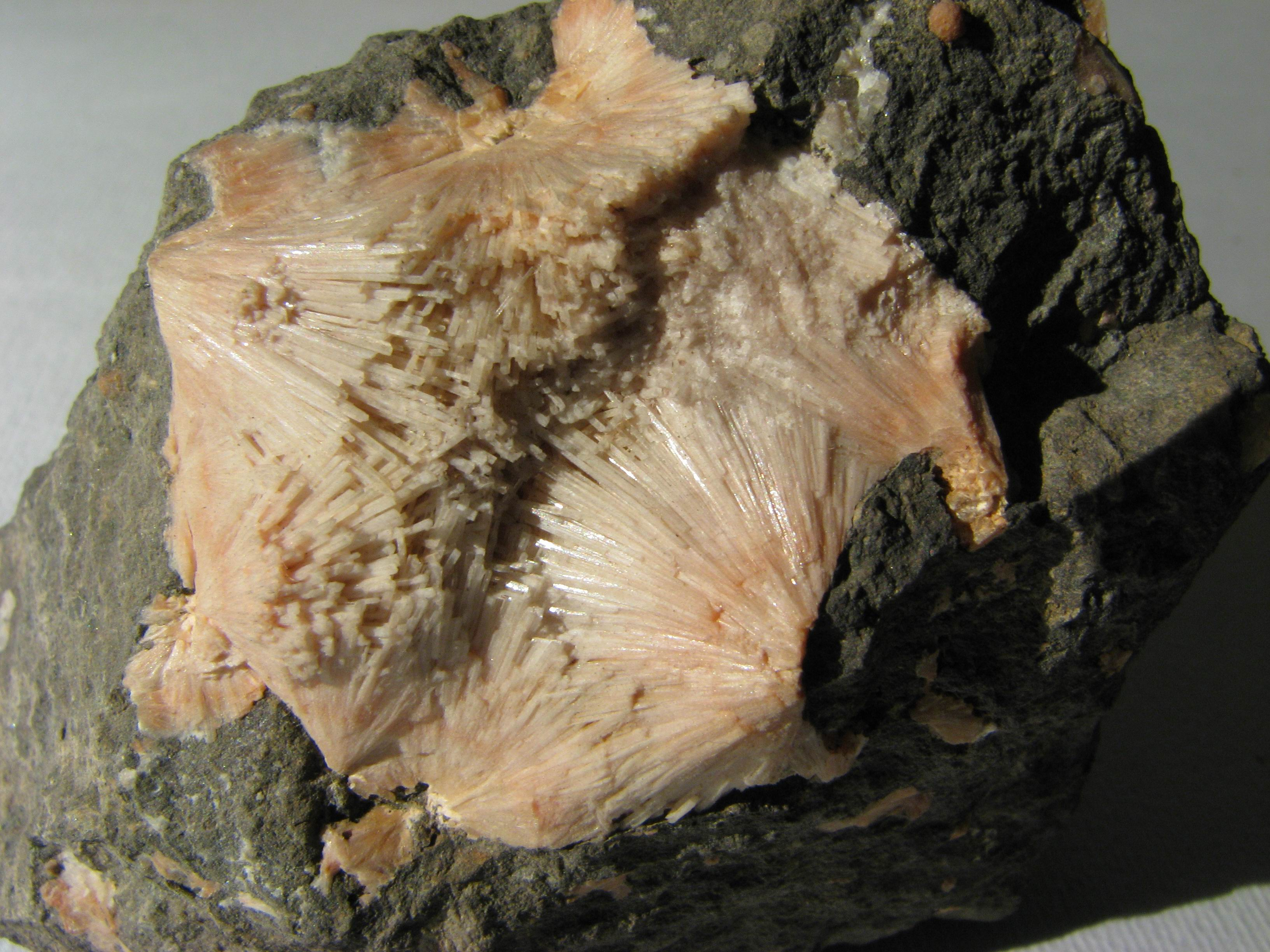
Natrolite ; zéolithe de formule Na2[Si3AlO10] (Val de Fassa à Monzoni (Italie). Le caractère fibreux de certaines zéolithes les rend susceptible de produire des mésothéliomes (comme l'amiante) si elles sont inhalées en fines particules.

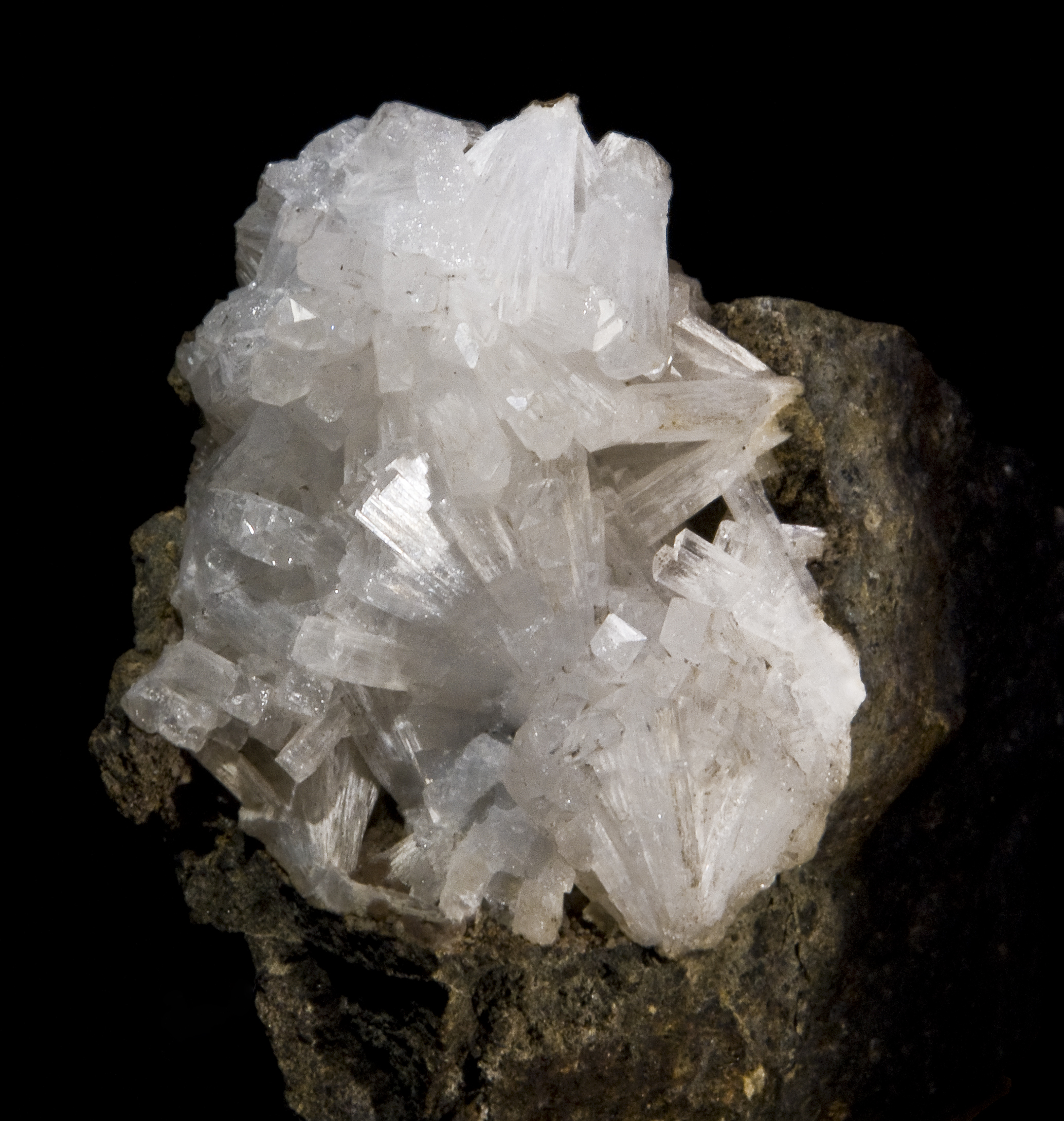
Natrolite - Auvergne.

Une zéolithe, ou zéolite, est un minéral faisant partie d'un groupe de même nom de cristaux formés d'un squelette microporeux d'aluminosilicate, dont les espaces vides connectés sont initialement occupés par des cations et des molécules d'eau.
Les ions et les molécules d'eau sont mobiles au sein de la structure, ce qui permet d'une part des échanges ioniques, d'autre part une déshydratation partielle réversible, et la possibilité de remplacer l'eau par une autre phase adsorbée.
Le groupe comprend un grand nombre d'alumosilicates de structure (et, rarement, de béryllosilicates, de zincosilicates, de béryllophosphates) constitués de tétraèdres liés par des coins et contenant des cations échangeables ; plusieurs de ces minéraux ont d'importantes applications techniques.
Plusieurs sous-groupes sont distingués (par exemple le sous-groupe Natrolite).
Le caractère cristallin du squelette implique que les porosités de la structure sont toutes de même taille. Ces porosités peuvent autoriser ou non le passage de molécules, avec un pouvoir discriminant inférieur à 100 picomètres (10–10 m). C'est pourquoi l'on qualifie les zéolithes de tamis moléculaires.

## Historique

### La découverte des zéolithes
En 1756, le minéralogiste suédois Axel Frederik Cronstedt découvre la première zéolithe minérale, baptisée stilbite. Il reconnaît les zéolithes comme une nouvelle classe de minéraux, constitués d'aluminosilicates hydratés et de terres alcalines. Du fait de son caractère intumescent quand ce minéral est chauffé par une flamme de chalumeau, Cronstedt appelle ce minéral « zéolithe » du latin zeolithus, du grec ζέω (zeô) ou ζεῖν (zein) : « bouillir » et λίθος (lithos) : « la pierre »).
En 1840, Alexis Damour observe que les cristaux de zéolithes peuvent être déshydratés de façon réversible sans aucune modification apparente sur leur morphologie et leur transparence.
En 1845, Schafhautle rapporte la synthèse hydrothermale du quartz par chauffage d'un gel de silice avec de l'eau dans un autoclave. En 1850, Way et Thompson clarifient la nature de l'échange d'ions dans les terres. En 1858, Eichhorn démontre la réversibilité de l'échange d'ions dans les zéolithes. En 1862, Henri Sainte-Claire Deville rapporte la première synthèse hydrothermale d'une zéolithe, la lévynite.
En 1896, après avoir observé que des liquides variés tels que l'alcool, le benzène et le chloroforme ont été occlus dans les zéolithes, Friedel développe l'idée que la structure des zéolithes déshydratées est constituée d'une matrice spongieuse ouverte. 
En 1909, un jeune professeur de l’École des Mines de Saint-Étienne, Grandjean, observe que la chabazite déshydratée adsorbe l'ammoniaque, l'air, l'hydrogène et d'autres molécules. En 1925, Weigel et Steinhoff rapportent le premier effet de « tamis moléculaire » et notent que les cristaux de chabazite déshydratées adsorbent rapidement l'eau, l'alcool méthylique, l'alcool éthylique et l'acide formique mais non l'acétone, ni l'éther ni le benzène.
En 1927, Leonard décrit le premier usage des rayons X pour l'identification dans la synthèse minérale. Les premières structures des zéolithes sont déterminées en 1930 par Taylor et Pauling. 
En 1932, McBain établit pour la première fois le terme « tamis moléculaire » pour définir les matières solides poreuses qui agissent comme des tamis à l'échelle moléculaire. Au milieu des années 1930, la littérature décrit les échanges d'ions, l'adsorption, les tamis moléculaires, les propriétés structurelles et minérales de zéolithes et relate la synthèse de nombreuses zéolithes. Barrer commence son travail de pionnier dans l'adsorption des zéolithes et leur synthèse. Il propose la première classification, basée sur des considérations de tailles moléculaires. En 1948, il rapporte la première synthèse complète d'une zéolithe analogue à la zéolithe naturelle mordénite.

### Les zéolithes naturelles

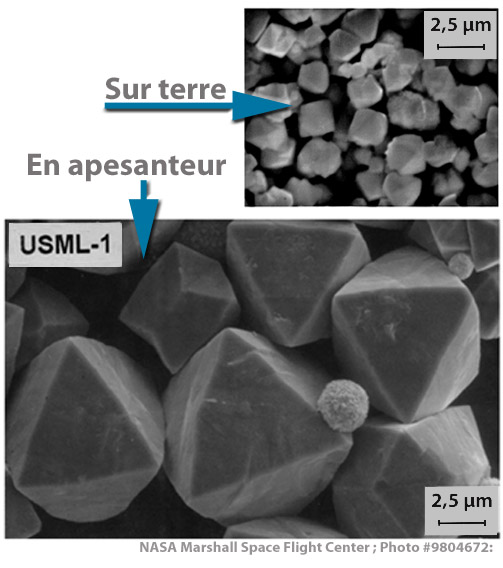
Des cristaux de zéolite "cultivés" sur terre (en haut) sont plus petits et moins réguliers que ceux produits dans l'espace (en bas). Cette expérience conduite avec le "Center for Advanced Microgravity Materials Processing at Northeastern University in Boston" visait à mieux comprendre la synthèse des zéolithes pour notamment améliorer le traitement du pétrole et réduire les coûts des carburants.

Deux cents ans après leur découverte par Cronstedt en 1756, les zéolithes minérales (ou naturelles) sont considérées comme des constituants mineurs des roches basaltiques et volcaniques sans réelle application. À la fin des années 1950, les découvertes géologiques majeures révèlent l'ampleur des gisements de zéolithes naturelles dans les dépôts sédimentaires aux États-Unis d'Amérique. Ainsi, quelques zéolithes présentes en quantités importantes et très proches de dépôts minéraux d'importance commerciale, commencent à être commercialisées comme adsorbants. On exploite donc la chabazite, l'érionite, la mordénite et la clinoptilolite en quantité industrielle.
Le Japon devient le plus gros utilisateur des zéolithes naturelles. La mordénite et la clinoptilolite sont utilisées comme adsorbants dans les opérations de séparation, de déshydratation et de purification de l'air. Les zéolithes naturelles trouvent aussi des applications dans l'industrie papetière, dans les ciments et les bétons, dans les engrais et comme additif alimentaire pour le bétail. Cette dernière application représente le plus gros débouché en volume pour les zéolithes naturelles.

### Les zéolithes synthétiques
Vers 1945, les travaux de Barrer poussent R.M. Milton à étudier la synthèse de zéolithe et à tester de nouvelles techniques de séparation et de purification de l'air. De 1949 à 1954, R.M. Milton et D.W. Breck découvrent un nombre significatif de zéolithes commercialement intéressantes, les zéolithes A, X et Y. Ainsi, en 1954, Union Carbide commercialise pour la première fois des zéolithes synthétiques comme une nouvelle classe de matériel industriel servant à la séparation et à la purification. Elles servent d'abord à la déshydratation des gaz réfrigérants et du gaz naturel.

En 1959, Union Carbide commercialise un procédé de séparation des isoparaffines utilisant des zéolithes : c'est la première utilisation industrielle utilisant les caractéristiques de type « tamis moléculaire » des zéolithes. La même année, Union Carbide commercialise une zéolithe de type Y comme catalyseur pour les réactions d'isomérisation ; c'est la première utilisation industrielle des propriétés catalytiques des zéolithes.

En 1962, Mobil Oil introduit  des zéolithes synthétiques de type X pour catalyser le craquage de molécules (pour notamment valoriser des coupes lourdes des pétroles). De 1967 à 1969, Mobil Oil synthétise des zéolithes à haute teneur en silice et des zéolithes de type ZSM-5. En 1974, Henkel introduit les zéolithes A dans la fabrication des détergents en remplacements des phosphates trop polluants. 

En 1977, l'industrie utilise largement les zéolithes : 22 000 tonnes de zéolithe Y sont usitées pour le craquage catalytique.

## Origine
Une zéolithe est un minéral microporeux appartenant au groupe des silicates, sous groupe des tectosilicates dans lequel il forme une famille comprenant des  aluminosilicates hydratés de métaux des groupes IA et IIA du tableau périodique des éléments, tels le calcium, le magnésium et le potassium.
Les zéolithes sont naturelles ou synthétiques ; plus de 150 types de zéolithes ont été synthétisées et 48 zéolithes naturelles sont connues. On en a même trouvé sur Mars.
Zéolithes synthétiques : très pures et de structure uniforme, elles conviennent à diverses applications, dont la catalyse hétérogène en lit fluidisé (pour l’industrie pétrolière en particulier). 
On peut fabriquer des structures zéolitiques naturellement inconnues, qui maximisent l’efficacité des opérations auxquelles elles sont destinées. Les recherches sur la synthèse des zéolithes sont importantes et encouragées par la croissance du marché. Elles ne nécessitent comme matière première que de la silice et de l'alumine, qui sont parmi les composants minéraux terrestres les plus abondants. Le potentiel de production des zéolithes synthétiques est donc presque illimité.
Zéolithes naturelles : elles se sont formées en plusieurs centaines ou milliers d'années, là où les roches et les cendres volcaniques ont réagi avec des eaux souterraines alcalines, ou dans les couches de dépôts organiques de bassins superficiels. Elles sont très rarement pures (plus ou moins contaminées par d'autres minéraux métalliques, du quartz ou d'autres zéolithes). Elles sont impropres à beaucoup d'applications industrielles où l'uniformité et la pureté sont essentielles. 
La famille des zéolithes naturelles inclut :
| Famille des Analcimes                   |                                       |                                       |
| Analcime (Si-Al-Na hydraté)             | Pollucite (Si-Al-Cs-Na hydraté)       | Waïrakite (Si-Al-Ca-Na hydraté)       |
| Bellbergite (Si-Al-K-Ba-Sr-Na hydraté)  | Bikitaïte (Si-Al-Li hydraté)          | Boggsite (Si-Al-Ca-Na hydraté)        |
| Brewstérite (Si-Al-Sr-Ba-Na-Ca hydraté) |                                       |                                       |
| Famille des Chabazites                  |                                       |                                       |
| Chabazite (Si-Al-Ca hydraté)            | Willhendersonite (Si-Al-K-Ca hydraté) | Cowlésite (Si-Al-Ca hydraté)          |
| Dachiardite (Si-Al-Ca-Na-K hydraté)     | Édingtonite (Si-Al-Ba-Ca hydraté)     | Épistilbite (Si-Al-Ca hydraté)        |
| Érionite (Si-Al-Na-K-Ca hydraté)        | Faujasite (Si-Al-Na-Ca-Mg hydraté)    | Ferriérite (Si-Al-Na-K-Mg-Ca hydraté) |
| Herschélite (Si-Al-Na-K-Ca hydraté)     |                                       |                                       |
| Famille des Gismondines                 |                                       |                                       |
| Amicite (Si-Al-K-Na hydraté)            | Garronite (Si-Al-Ca hydraté)          | Gismondine (Si-Al-Ba-Ca hydraté)      |
| Gobbinsite (Si-Al-Na-K-Ca hydraté)      | Gmélinite (Si-Al-Na-Ca hydraté)       | Gonnardite (Si-Al-Na-Ca hydraté)      |
| Goosecreekite (Si-Al-Ca hydraté)        |                                       |                                       |
| Famille des Harmotomes                  |                                       |                                       |
| Harmotome (Si-Al-Ba-K hydraté)          | Phillipsite (Si-Al-K-Na-Ca hydraté)   | Wellsite (Si-Al-Ba-Ca-K hydraté)      |
| Famille des Heulandites                 |                                       |                                       |
| Clinoptilolite (Si-Al-Na-K-Ca hydraté)  | Heulandite (Si-Al-Na-Ca hydraté)      | Hsianghualite (Ca3Li2(Be3Si3O12)F2)   |
| Laumontite (Si-Al-Ca hydraté)           | Lévyne (Si-Al-Ca-Na-K hydraté)        | Mazzite (Si-Al-K-Na-Mg-Ca hydraté)    |
| Merlinoïte (Si-Al-K-Na-Ca-Ba hydraté)   | Montesommaïte (Si-Al-K-Na hydraté)    | Mordénite (Si-Al-Na-K-Ca hydraté)     |
| Maricopaïte (Si-Al-plomb-Ca hydraté)    |                                       |                                       |
| Famille des Natrolites                  |                                       |                                       |
| Mésolite (Si-Al-Na-Ca hydraté)          | Natrolite (Si-Al-Na hydraté)          | Scolécite (Si-Al-Ca hydraté)          |
| Offrétite (Si-Al-Ca-K-Mg hydraté)       | Paranatrolite (Si-Al-Na hydraté)      | Paulingite (Si-Al-K-Ca-Na-Ba hydraté) |
| Perlialite (Si-Al-K-Na-Ca-Sr hydraté)   |                                       |                                       |
| Famille des Stilbites                   |                                       |                                       |
| Barrérite (Si-Al-Na-K-Ca hydraté)       | Stilbite (Si-Al-Na-Ca hydraté)        | Stellérite (Si-Al-Ca hydraté)         |
| Thomsonite (Si-Al-Na-Ca hydraté)        | Tschernichite (Si-Al-Ca hydraté)      | Yugawaralite (Si-Al-Ca hydraté)       |
| Non déterminé                           |                                       |                                       |
| Dachiardite-Na-T                        |                                       |                                       |

|  |  |  |

## Composition

### Composition chimique

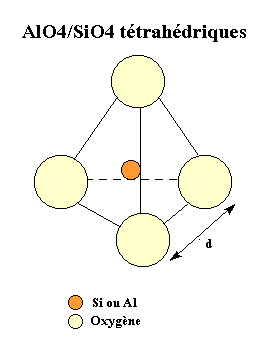
AlO4 ou SiO4 tétraédriques.

La composition chimique des différentes zéolithes est proche de celle des argiles : ce sont des aluminosilicates plus ou moins hydratés. La différence très importante sur le plan cristallographique est que les argiles présentent une structure feuilletée (phyllosilicates) ou fibreuse (sépiolite et palygorskite), tandis que les zéolites présentent une structure tridimensionnelle. C'est la même différence qu'entre le graphite (structure en feuillets hexagonaux) et le diamant (assemblage de structures tétraédriques).
Globalement, une zéolite est formée de trois composants :
- Le squelette (Si1-bAlbO2)b−, où la fraction d'aluminium b peut varier entre 0 et 1, et Al ou Si être remplacé par un autre élément ;
- Un cation de forme Ma+
b/a, assurant la neutralité électrique de l'ensemble ;
- Une phase adsorbée, généralement formée initialement par de l'eau, (H2O)c .

Par exemple :
- La natrolite a pour formule Na2(Si3Al2O10) · 2 H2O ;
- L'heulandite a pour formule (Ca,Na2)2(Si7Al2O18)· 6 H2O.

Chacun des quatre sommets du tétraèdre est occupé par un anion d'oxygène O2−, et chaque anion d'oxygène est partagé par deux tétraèdres. De ce fait, le squelette d'une zéolite a toujours deux atomes d'oxygène pour un atome métallique.
La proportion Al/Si d'aluminium par rapport au silicium peut théoriquement varier de entre 0 et 1. En pratique, la proportion ne peut pas dépasser 1/2, du fait de la répulsion électrostatique entre les tétraèdres d'alumine qui ne favorise pas l'assemblage pour des proportions plus importantes.
Quand la proportion d'aluminium est nulle, l'assemblage de tels tétraèdres forme de la silice, qui est un solide électriquement neutre.
Chaque AlO4 tétraédrique présent dans la structure apporte un excès de charge négative qui doit être contrebalancé par un ou plusieurs cations, tels que Ca2+, Mg2+, ou K+.
L'eau présente lors de la formation, ou de la synthèse, d'une zéolithe participe initialement à la structure cristalline, en occupant les vides du squelette. Cette phase adsorbée et d'éventuels cations organiques[Lesquels ?] peuvent être éliminés par traitement thermique ou par oxydation, tout en préservant le squelette cristallin.
Les tétraèdres constituant la structure tridimensionnelle ne sont pas limités à Al et Si, mais peuvent être centrés sur des atomes variés du moment qu'ils sont suffisamment peu électronégatifs : SiIV, AlIII, PV, ZnII, etc. Ces substitutions conduisent à des squelettes de structures similaires, mais qui peuvent présenter des propriétés originales : zincosilicates, borosilicates, gallosilicates, germanosilicates, etc. Les germanosilicates ont un squelette électriquement neutre, de même que les aluminophosphates de type AlPO4.

### Structure cristalline

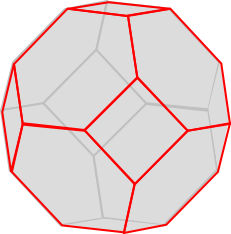
Cage de sodalite.

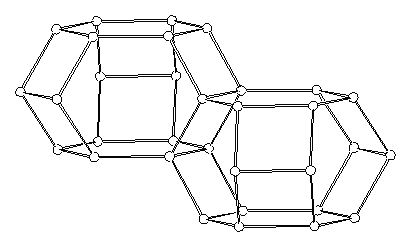
Deux cages de cancrinite connectées par un « 4-anneau » mis en commun.

Assemblages de tétraèdres élémentaires
Les zéolithes sont des polymères inorganiques structurellement complexes, basés sur un squelette tridimensionnel cristallin de tétraèdres de type TO4. T représente ici un atome générique : il s'agit généralement d'un atome de silicium, ce qui correspond à un tétraèdre SiO4, ou d'aluminium, formant un tétraèdre AlO4. Ces tétraèdres sont reliés les uns aux autres par les atomes d'oxygène, chaque atome d'oxygène étant donc en réalité partagé par deux tétraèdres. Pour rappeler ce partage, le tétraèdre est parfois noté TO4/2.
Le squelette complet forme un réseau tridimensionnel, où chaque tétraèdre occupe un « sommet », et est relié à quatre voisins par une « arête » formée par la liaison O-T-O.
Ce squelette tridimensionnel peut s'analyser comme l'assemblage de ces tétraèdres en « anneaux » et en « cages ».
Anneaux
Au niveau élémentaire, les zéolites sont formées par des associations d'anneaux de différentes tailles. Un « n-anneau » est une chaîne linéaire constituée de n tétraèdres joints par les atomes d'oxygène, et refermée sur elle-même. Les valeurs les plus courantes rencontrées dans les zéolites sont des anneaux formés de 4, 5, 6, 8, 10, ou 12 unités, mais on a synthétisé des squelettes comportant des anneaux de 14, 18, et jusqu'à 20 unités.
Un anneau peut être représenté de manière simplifiée par un polygone régulier, où chaque sommet est occupé par un tétraèdre, et où les milieux des segments sont occupés par des atomes d'oxygène. En réalité, cependant, le polygone n'est pas strictement régulier, car la distance entre l'oxygène et le centre du tétraèdre dépend de la nature du métal qui occupe le sommet T ; et les côtés du polygone ne sont pas droits, parce que la liaison T-O-T n'est pas droite, mais fait un angle de l'ordre de 140 à 165 degrés.
Intuitivement, les « anneaux » sont les plus petits cycles qu'il est possible de parcourir dans le réseau. Plus précisément, dans l'ensemble des cycles que l'on peut définir dans le squelette d'ensemble, les « anneaux » proprement dits se caractérisent par le fait qu'ils n'ont jamais plus d'une arête en commun avec un cycle de taille inférieure (si deux cycles ont plus d'une arête en commun, le plus grand des deux n'est pas un « anneau »).
Chaque tétraèdre formant un « n-anneau » dispose de deux atomes d'oxygène non encore liés, par lesquels la structure tridimensionnelle va être établie.
Cages
À un niveau intermédiaire, les zéolites sont formées de « cages », structures où chaque segment est partagé par deux « anneaux » connexes.
De même que pour les « anneaux », il est commode de représenter ces « cages » de manière simplifiée par des polyèdres, dont les facettes sont les « anneaux » précédents, qui étaient représentés par des polygones réguliers. Cependant, les facettes de ces cages ne sont pas nécessairement planes.
Intuitivement, une « cage » est un espace vide dans la structure, délimité par des « anneaux ». Plus précisément, deux « anneaux » qui partagent un segment commun déterminent une cage unique, dont tous les anneaux et tous les sommets peuvent être déterminés de proche en proche (si un sommet est partagé par deux cycles d'une même « cage », ces deux cycles s'appuient en ce sommet sur trois arêtes d'une même « cage », et ces trois arêtes définissent le troisième des cycles de cette « cage » passant par ce sommet).
Une cage se caractérise par le nombre de cycles de chaque type qui la compose. Ainsi :
- Une cage de sodalite est notée par la formule [4668] : elle est formée par six « 4-anneaux » et huit « 6-anneaux »[3]. Ici la cage est un polyèdre.
- Une cage de cancrinite est notée de même [4665]. Noter que dans le squelette formé par une telle cage, les « 6-anneaux » ne sont pas coplanaires.

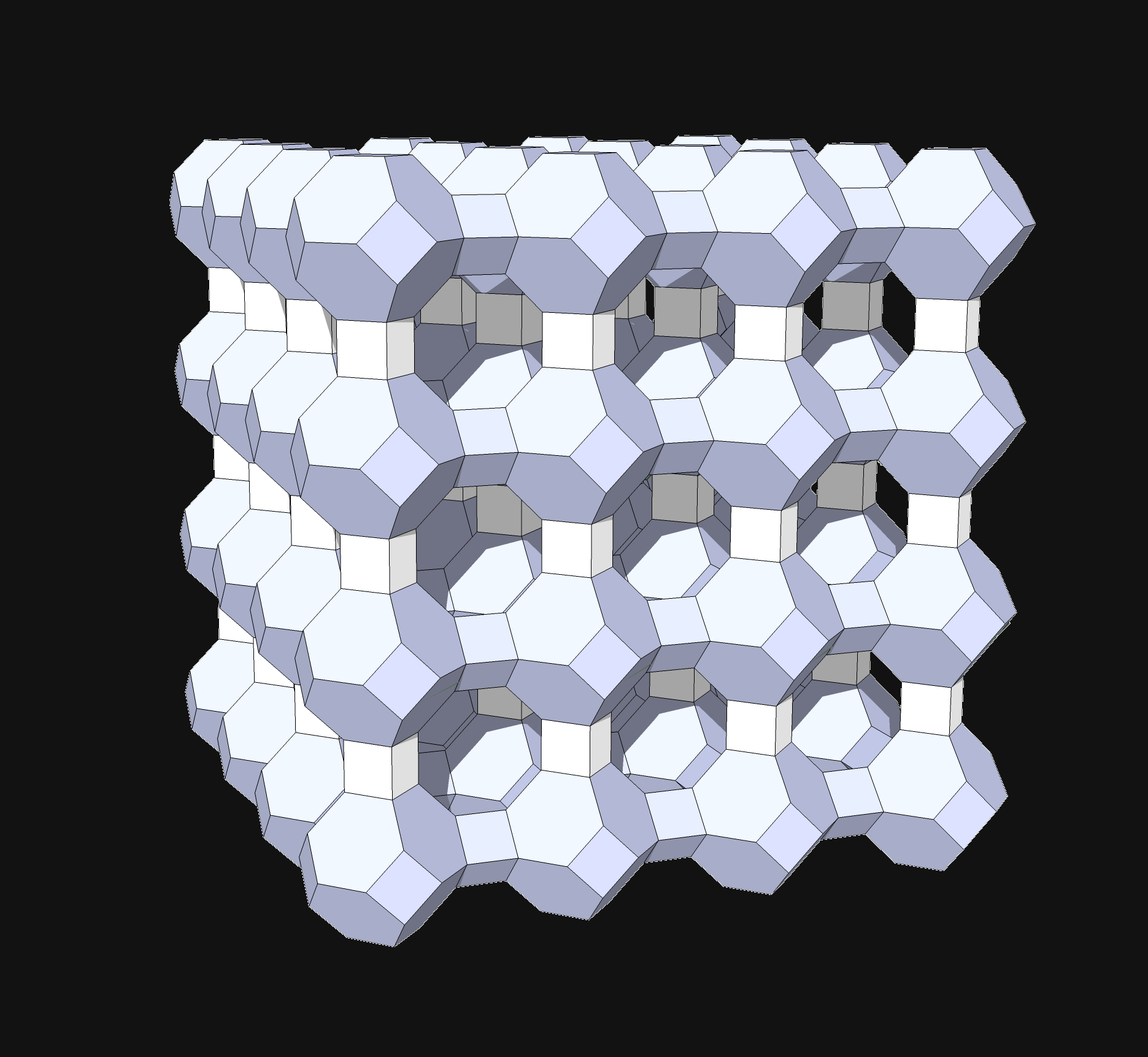
La nature microporeuse des zéolithes pures les rend intéressantes comme tamis moléculaire.

Une cage se caractérise en partie par le plus grand des anneaux qui la forme. Si la taille de cet anneau est faible, seules les plus petites molécules pourront avoir accès à la cavité intérieure.
Quand les tétraèdres forment une « cage », chaque sommet dispose encore d'un atome non lié, par lequel les « cages » vont pouvoir s'accrocher les unes aux autres et former le squelette cristallin.
Squelette cristallin
La structure d'ensemble du « squelette » est formée par une répétition cristalline de « cages » de tailles variées, généralement des assemblages de petites cages laissant des apparaître des vides plus importants à l'intérieur d'une maille. Dans le squelette complet, chaque espace interne appartient à une « cage » plus ou moins grande ; et chaque « anneau » délimitant cette cage est partagé par une cage voisine : une molécule doit pouvoir traverser cet anneau pour passer directement de la cage à sa voisine.
De même que précédemment, c'est la taille des cycles qu'il faut traverser pour aller d'une maille à l'autre qui déterminera si la structure est perméable ou non aux molécules d'une taille donnée. Suivant l'agencement des « cages » dans la maille, le passage est généralement possible dans trois dimensions, mais des agencements particuliers peuvent conduire à des circulations restreintes à des feuillets ou à des « tunnels ».
Le diamètre du pore qui permet le passage d'une maille à l'autre est un des paramètres importants de la structure des zéolites. Les structures les plus fréquentes sont reliées par des pores formés de 8-, 10- ou 12-anneaux, ce qui correspond respectivement aux zéolites à petits, moyens ou grands pores.

## Utilisation

### Usages industriels

#### Chimie
Les zéolithes sont employées comme :
- échangeur d'ions ;
- piège moléculaire : les molécules piégées peuvent ainsi être analysées séparément ;
- tamis moléculaire : seules les molécules de certaines tailles et formes peuvent passer à travers la structure zéolitique. On peut ainsi :
  - déshydrater des solvants organiques,
  - déshydrater les gaz vecteurs des chromatographes,
  - protéger les appareils sensibles à l'humidité,
  - épurer l'eau des particules radioactives (barrage de zéolite installé par le CEA sur le site de Tchernobyl) ;
- catalyseurs : procédé technologique permettant de transformer de l’hydrogène afin de produire du méthane et de l'eau, en présence d'un catalyseur de nickel, de température et de pression, perfectionné par l'amélioration de l'effet catalytique grâce à la présence de zéolithe qui retire du mélange eau-gaz, l’eau qui a été produite, économisant, ainsi, l'énergie nécessaire à la transformation. Les cristaux de zéolithes peuvent être déshydratés de façon réversible sans aucune modification apparente sur leur morphologie et leur transparence, leur structure  déshydratée étant constituée d'une matrice spongieuse ouverte [4] ;
- séparateur des gaz : par exemple, élimination de H2O, CO2 et SO2 des gisements de gaz naturel de basse qualité, mais aussi pour d'autres séparations comme celles des gaz nobles, de l’azote, du fréon et des formaldéhydes ;
- séparation industrielle oxygène-azote à partir de l'air, pour des productions faibles ou moyennes d'azote et d'oxygène purs (pour les gros tonnages, on utilise la distillation de l'air liquide).

Une déshydratation écologique et économe en énergie est ainsi permise, à basse ou moyenne température — entre −20 °C et 60 °C — dite zéodratation. Ce procédé, qui s'apparente pour partie à la lyophilisation est néanmoins encore peu répandu.

#### Construction
La zéolithe synthétique est employée comme additif dans le procédé de fabrication du mélange béton-asphalte. Le développement de cette application commencée en Europe (Allemagne) dans les années 1990 a connu un grand intérêt dans le monde entier. En effet, il permet de diminuer le niveau de température pendant la fabrication et la pose du béton-asphalte, ayant pour résultat une consommation inférieure de combustible fossile, et de ce fait libère moins de dioxyde de carbone, d'aérosols et de vapeurs nocives.

#### Thermorégulation
Des zéolithes peuvent être employés dans des collecteurs thermiques solaires. C'est leur grande chaleur d’adsorption, leur facilité d'hydratation et de déshydratation, et leur stabilité structurale qui sont exploitées. Cette propriété de forte hygroscopie est en effet couplée à une réaction exothermique inhérente au passage entre la forme déshydratée et la forme hydratée (chaleur d’adsorption), ce qui fait des zéolithes des collecteurs efficaces pour le stockage de l'énergie solaire par exemple.

#### Usage médical
Les systèmes de génération d'oxygène basés sur l’utilisation de zéolithe sont largement répandus pour produire de l'oxygène de qualité médicale. La zéolithe est utilisée comme tamis moléculaire qui extrait l'oxygène à partir de l'air, dans un processus qui adsorbe l'azote atmosphérique. Ces systèmes sont notamment utilisés pour l'enrichissement de l'air en oxygène à destination des patients deficients pulmonaires. Ils peuvent être portables, remplaçant ainsi les petites bouteilles d'oxygène comprimé.
Leur utilisation est également possible pour l’amélioration de la coagulation des saignements graves. On retrouve des produits utilisant cette technologie sous le nom de QuikClot ou Hemosorb. Le fabricant affirme que le matériel (granulé biologiquement inerte) peut être versé directement sur la blessure pour arrêter le saignement intense presque instantanément.

#### Décontamination
Un mois après la catastrophe survenue à la centrale de Fukushima Daiichi, l'opérateur japonais TEPCO a annoncé avoir immergé des sacs de zéolithe en mer, en vue d'absorber le césium radioactif.

### Usages domestiques
Les zéolithes sont utilisées en tant qu'échangeur d'ions dans des applications domestiques telles que la purification ou l’adoucissement de l'eau.
La majeure partie des zéolithes synthétiques (zéolithe A) est réservée au marché des lessives. Elles y remplacent les phosphates (PO3−
4) et les polyphosphates utilisés pour lutter contre le calcaire (CaCO3) mais malheureusement aussi responsables de l'eutrophisation des eaux de surface (par la prolifération d'algues consommant l'oxygène dissout dans l'eau et causant la mort par asphyxie d'autres organismes aquatiques comme les poissons). En 1992, ce marché s’élevait à 1,44 million de tonnes par an, soit environ un tiers du marché mondial.

### Usages agricoles
Dans l'agriculture, la clinoptilolite (zéolithe naturelle) est employée pour la fertilisation des sols, car elle fournit une source du potassium (engrais) lentement libéré. Si elle est préalablement dopée avec de l'ammonium, la zéolithe permet aussi une libération contrôlée d'azote. Des études cubaines dans le domaine[réf. nécessaire] suggèrent que certaines cultures peuvent être cultivées sur des sols composés de zéolithe (ou d’un mélange zéolithe-terre) dans lesquels la zéolithe a été préalablement dopée ou enduite d'engrais et de micro-nutriments.

### Substrat pour bonsaï
Les zéolithes sont également employées par les amateurs et professionnels du bonsaï. Leur taux de rétention en eau (de l'ordre de 48 %), associé à un drainage efficace et une bonne capacité d'échange cationique (capacité à fixer et redistribuer les éléments nutritifs) en font un substrat aux vertus nombreuses. 
De plus, les zéolithes restent stables dans le temps et ne se délitent pas à l'image de l'akadama. Les zéolithes pourraient bien à terme remplacer d'autres substrats importés du Japon et donc plus onéreux. Cependant, les zéolithes demeurent difficiles d'accès pour le simple particulier.

### Stockage de l'énergie
Du fait de leur haute densité de stockage énergétique, certaines zéolithes sont utilisées pour le stockage saisonnier de chaleur, permettant ainsi une plus grande utilisation de chaleur de sources renouvelables notamment, telle que l'énergie solaire thermique.

## Données économiques
Actuellement[Quand ?], la production annuelle mondiale de zéolithe naturelle est d’environ 4 millions de tonnes. La majorité de celle-ci, c'est-à-dire 2,6 millions de tonnes, est destinée au marché chinois, et employée principalement dans l'industrie des ciments. L'Europe de l'Est, l'Europe de l'Ouest, l'Australie, et l'Asie sont les principaux producteurs et fournissent la majeure partie des zéolithes naturelles du marché. Par comparaison, en 2004, l’Amérique du Nord produisait seulement 57 400 tonnes de zéolithe naturelle, soit seulement environ 1,5 % de la production mondiale. Il existe une usine de production en France à Honfleur.